# Gajim
Gajim är ett direktmeddelandeprogram skapat för att skicka meddelanden via XMPP/Jabber-protokollet. Programmet är fri programvara under licensen GPL-3.0-only.
Programmet använder GTK+ och kan därmed köras på flera operativsystem: Linux, BSD och Windows. Gajim finns översatt till 27 språk, däribland svenska.